# Akeem Latifu
Akeem Latifu (Port Harcourt, 1989. november 16. –) nigériai válogatott labdarúgó, a norvég FK Jerv hátvédje.

## Pályafutása

### Klubcsapatban
Latifu nigériai csapatoknál kezdte a pályafutását, mígnem 2010-ben a norvég élvonalbeli Strømsgodset IF szerződtette őt. A csapat mezében két mérkőzésen léphetett pályára, a következő idényt már a másodosztályú IL Hødd együttesénél kezdte meg, és közel három évig a klub játékosa volt, 2012-ben tagja volt a norvég kupagyőztes csapatnak. 2013-ban kölcsönvette őt az élvonalbeli Aalesunds FK csapata, amely 2014-ben végleg szerződtette a hátvédet, és egészen 2016-ig a csapat kötelékéhez tartozott. 2016-ban eligazolt az ukrán élvonalbeli FC Stal Kamianske csapatához, ahol szintén nem tudott megragadni, fél év múlva eladták játékjogát a török Alanyaspor csapatának, ahol egy meccsen sem lépett pályára. 2017-ben megvásárolta őt az azeri FK Zira, amely színeiben 11 mérkőzésen lépett pályára.
2017. július 26-án a magyar bajnoki címvédő Budapest Honvéd szerződtette. Fél év alatt tizennégy bajnokin és két kupamérkőzésen lépett pályára a budapesti csapatban, de novemberben fegyelmi okok miatt szerződést bontott vele a klub vezetősége.

### Válogatottban
Akeem 2007-ben tagja volt a kanadai U20-as labdarúgó-világbajnokságon szereplő nigériai keretnek. 2015-ben két barátságos mérkőzésen lépett pályára csereként a nigériai felnőtt válogatott színeiben.

## Mérkőzései a nigériai válogatottban
| #  | Dátum             | Ellenfél   | Eredmény | Kiírás              | Esemény |
| -- | ----------------- | ---------- | -------- | ------------------- | ------- |
| 1. | 2015. március 25. | Uganda     | 0 – 1    | barátságos mérkőzés | 59'     |
| 2. | 2015. március 29. | Dél-Afrika | 1 – 1    | barátságos mérkőzés | 79'     |

## Statisztika
2017. április 29.
| Klub                   | Szezon           | Bajnokság            | Bajnokság       | Bajnokság | Kupa            | Kupa  | Liga kupa       | Liga kupa | Nemzetközi      | Nemzetközi | Egyéb           | Egyéb | Összesen        | Összesen |
| Klub                   | Szezon           | Bajnokság            | Pályára lépések | Gólok     | Pályára lépések | Gólok | Pályára lépések | Gólok     | Pályára lépések | Gólok      | Pályára lépések | Gólok | Pályára lépések | Gólok    |
| ---------------------- | ---------------- | -------------------- | --------------- | --------- | --------------- | ----- | --------------- | --------- | --------------- | ---------- | --------------- | ----- | --------------- | -------- |
| Strømsgodset           | 2010             | Tippeligaen          | 2               | 0         | 0               | 0     | –               | –         | –               | –          | –               | –     | 2               | 0        |
| Hødd                   | 2011             | Adeccoligaen         | 30              | 1         | 3               | 1     | –               | –         | –               | –          | –               | –     | 33              | 2        |
| Hødd                   | 2012             | Adeccoligaen         | 29              | 1         | 7               | 0     | –               | –         | –               | –          | –               | –     | 36              | 1        |
| Hødd                   | 2013             | Adeccoligaen         | 17              | 3         | 3               | 0     | –               | –         | 1               | 0          | –               | –     | 21              | 3        |
| Hødd                   | Összesen         | Összesen             | 76              | 5         | 13              | 1     | -               | -         | 1               | 0          | -               | -     | 90              | 6        |
| Aalesunds (kölcsönben) | 2013             | Tippeligaen          | 11              | 0         | 0               | 0     | –               | –         | –               | –          | –               | –     | 11              | 0        |
| Aalesunds              | 2014             | Tippeligaen          | 29              | 1         | 4               | 1     | –               | –         | –               | –          | –               | –     | 33              | 2        |
| Aalesunds              | 2015             | Tippeligaen          | 29              | 1         | 3               | 0     | –               | –         | –               | –          | –               | –     | 32              | 1        |
| Aalesunds              | Összesen         | Összesen             | 58              | 2         | 7               | 1     | -               | -         | -               | -          | -               | -     | 65              | 1        |
| Stal Dniprodzerzhynsk  | 2015–16          | Ukrán Premier League | 6               | 0         | 1               | 0     | –               | –         | –               | –          | –               | –     | 7               | 0        |
| Alanyaspor             | 2016–17          | Süper Lig            | 0               | 0         | 0               | 0     | –               | –         | –               | –          | –               | –     | 0               | 0        |
| Zira                   | 2016–17          | Azeri Premier League | 11              | 0         | 0               | 0     | –               | –         | –               | –          | –               | –     | 11              | 0        |
| Budapest Honvéd        | 2017–2018        | NBI                  | 0               | 0         | 0               | 0     | –               | –         | –               | –          | –               | –     | 0               | 0        |
| Karrier összesen       | Karrier összesen | Karrier összesen     | 164             | 7         | 21              | 2     | -               | -         | 1               | 0          | -               | -     | 186             | 9        |

## Sikerei, díjai
IL Hødd:
- Norvég labdarúgókupa győztes: 2012
- Norvég másodosztály bronzérmes: 2013

Nigéria:
- U20-as labdarúgó-világbajnokság negyeddöntős: 2007